# Henrik Karlsson (docent)
Claes Gustaf Henrik Karlsson, född 25 juni 1940 i Jörn, är en svensk musikforskare.
Karlsson disputerade 1988 vid Göteborgs universitet. Han var redaktionssekreterare vid Sohlmans musiklexikon 1972–1978. Han invaldes den 11 maj 1993 som ledamot nr 887 av Kungliga Musikaliska Akademien och är dess forskningssekreterare sedan 1991. Han utgav 2013 en bok om Wilhelm Peterson-Berger.